# Guerra anglo-egipcia
La conquista británica de Egipto, también conocida como la guerra anglo-egipcia (árabe: الاحتلال البريطاني لمصر , romanizado: al-iḥtilāl al-Brīṭānī li-Miṣr, literalmente: 'ocupación británica de Egipto'), ocurrió en 1882 entre las fuerzas egipcias y sudanesas bajo el mando de Ahmed Orabi y el Reino Unido en el Jedivato de Egipto, que entonces pertenecía al Imperio otomano. Puso fin a un levantamiento nacionalista contra Tewfik Pachá. Estableció una firme influencia británica sobre Egipto a expensas de los egipcios, los franceses y el Imperio otomano, cuya autoridad ya débil se volvió nominal y solo existía sobre el papel.

## Antecedentes

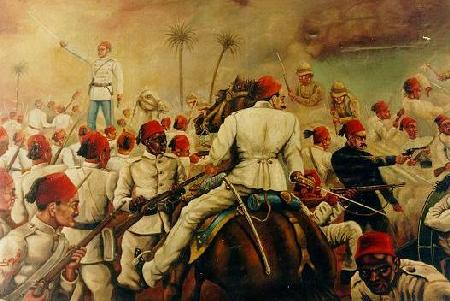
Ahmed Orabi rebelándose contra el control extranjero en su país.

En 1881, Ahmed Orabi (también conocido como Ahmed Urabi), un oficial del ejército egipcio se amotinó e inició un golpe de Estado contra Tewfik Pachá, el jedive del Jedivato de Egipto y Sudán, debido a agravios por las disparidades salariales entre egipcios y europeos y otras preocupaciones. En enero de 1882 los Gobiernos británico y francés enviaron una "Nota conjunta" al Gobierno egipcio, declarando su reconocimiento de la autoridad del jedive. El 20 de mayo, barcos de guerra británicos y franceses llegaron a la costa de Alejandría. 
El 11 de junio se produjo un motín anticristiano en Alejandría que mató a cincuenta europeos. El coronel Urabi ordenó a sus fuerzas reprimir el motín, pero los europeos huyeron de la ciudad y el ejército de Urabi empezó a fortificar la ciudad. La flota francesa se concentra en sus bases en Francia. Un ultimátum británico fue rechazado y sus buques de guerra el 11 de julio empezaron el bombardeo de Alejandría que duró más de diez horas, provocando la ruptura abierta entre Urabi y Tewfik.

## La guerra

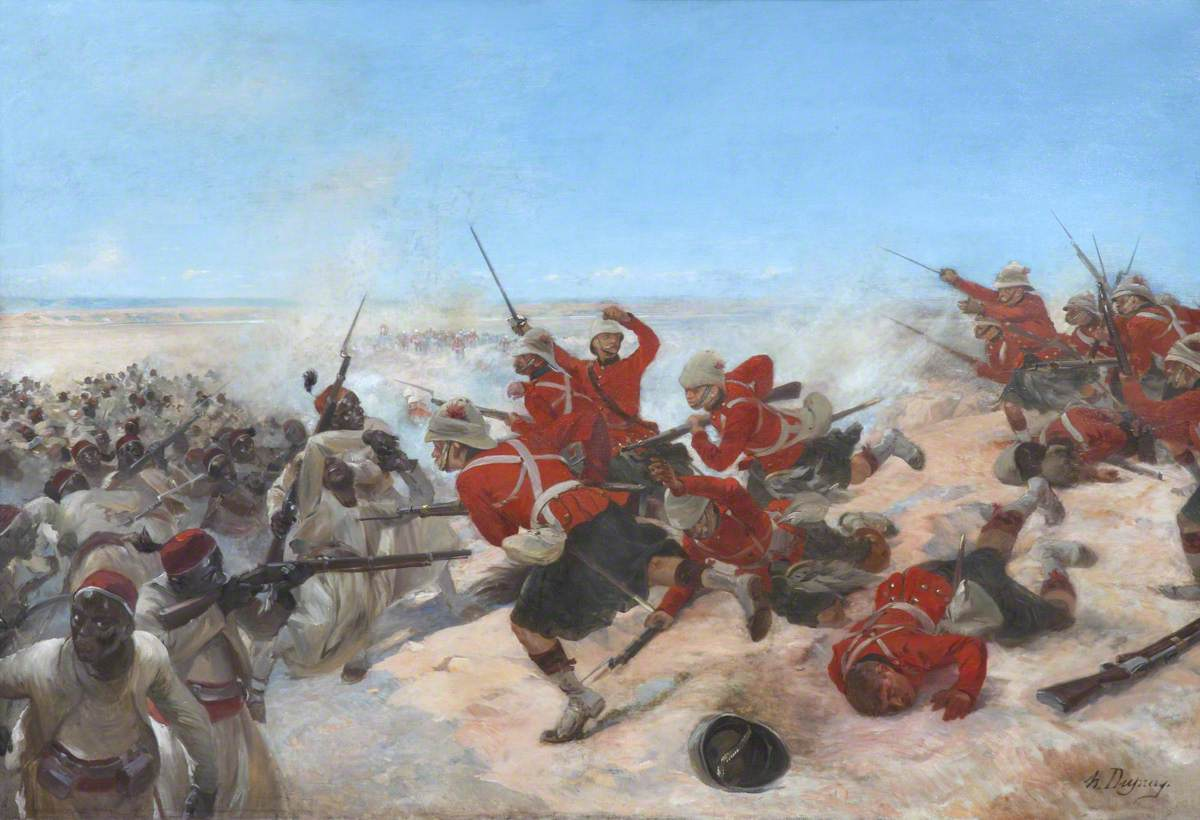
Batalla de Tel-el-Kebir, 1882.

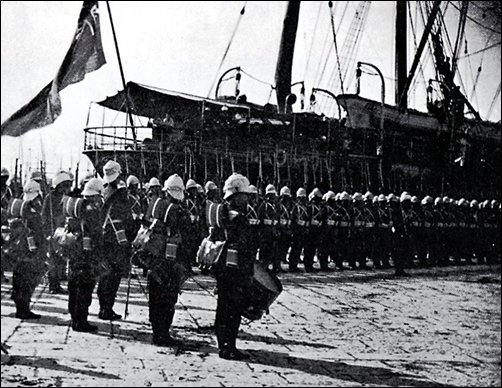
Tropas del Imperio británico desembarcando en Alejandría el 12 de agosto de 1882.

Tewfik Pachá no quiso salir de Egipto para ponerse bajo protección de las potencias (como éstas le pedían por su seguridad) y permaneció en su palacio de Kasr al-Raml, cerca de Alejandría, pero durante el bombardeo no corrió ningún peligro; entonces los soldados de Urabi atacaron el palacio pero pudo huir a otro palacio pasando por las calles de Alejandría (en algunos sitios en llamas) y finalmente se vio obligado a pedir la protección de un contingente británico; entonces pidió a Urabi la dimisión. 
Urabi respondió proclamándose jefe del movimiento de resistencia nacional. Los británicos invadieron Egipto en supuesto interés de la autoridad legítima (Tewfik y el primer ministro Raghib Pasha) y derrotaron a las fuerzas de Urabi en la batalla de Tell El Kebir, iniciándose la ocupación británica de Egipto.

Mapas de las principales batallas
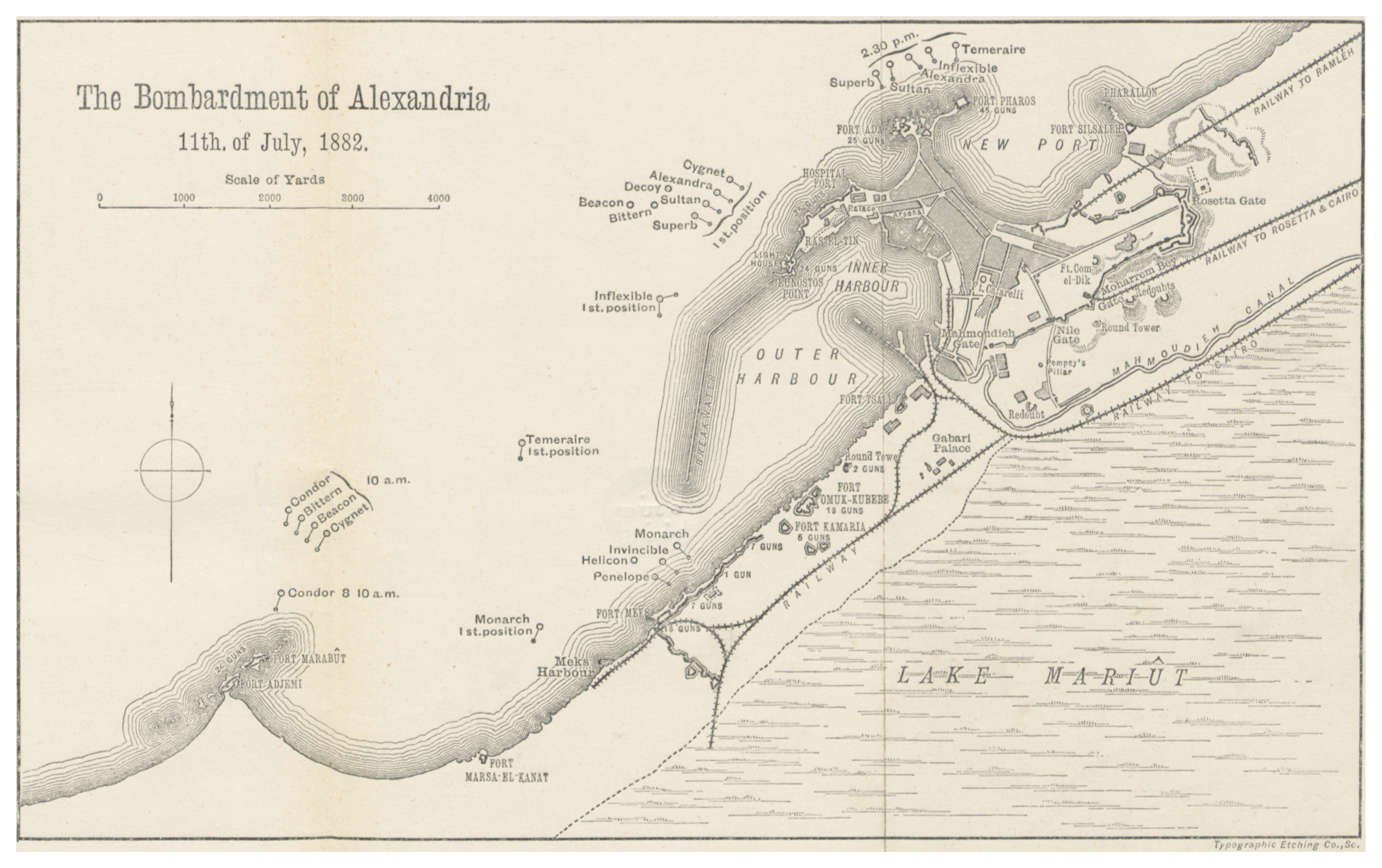
Bombardeo de Alejandría (1882)
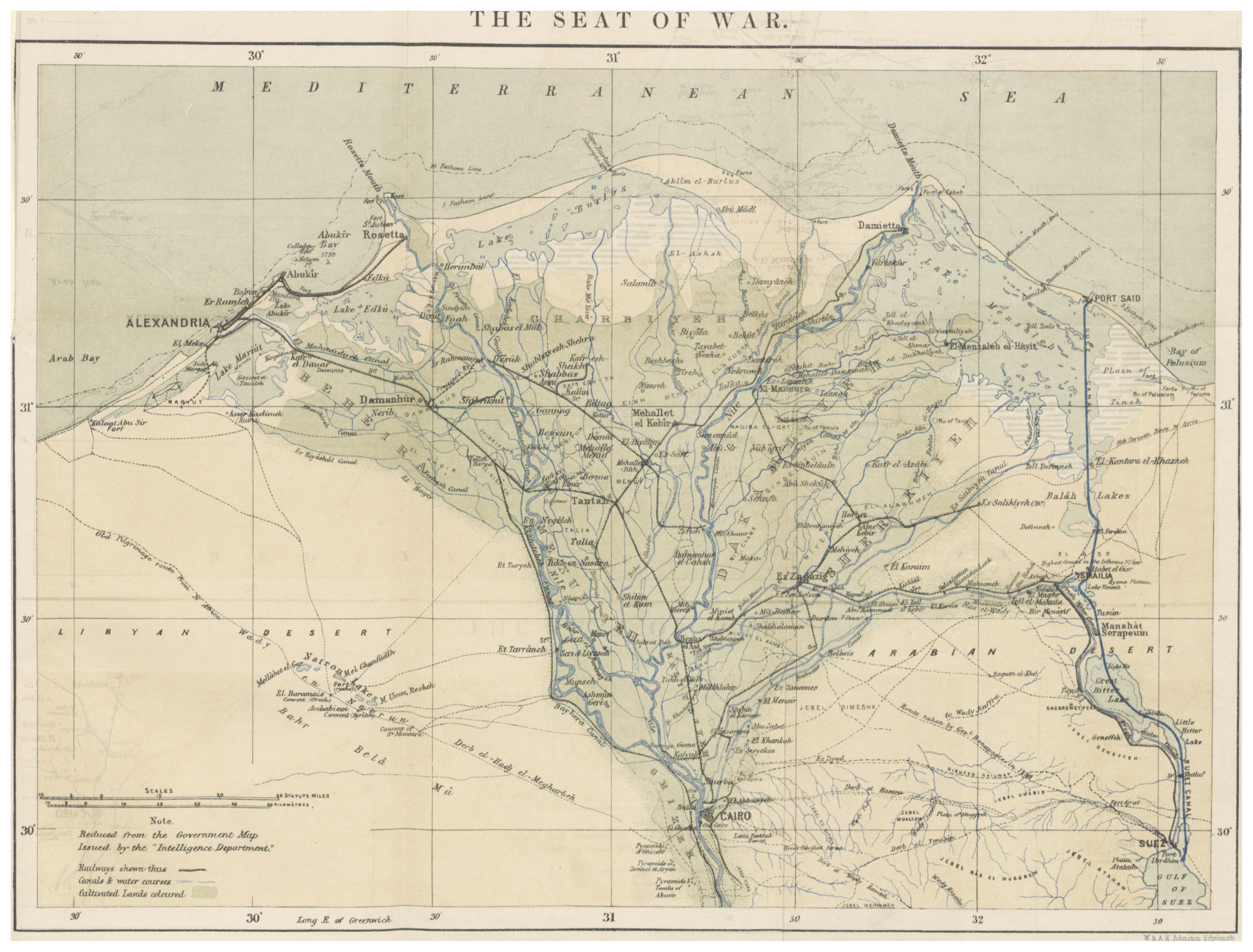
El centro de la guerra: Alejandría y el delta del Nilo (1882)
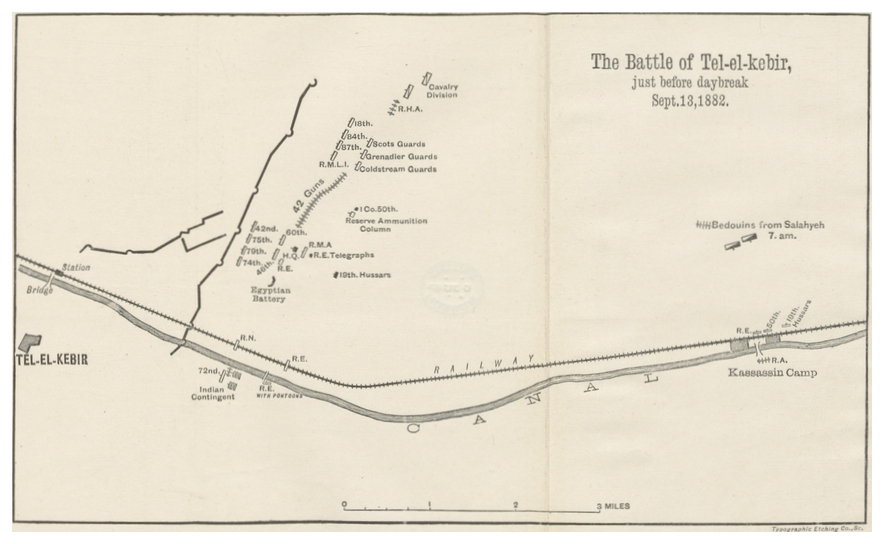
Batalla de Tell El Kebir (1882)

## Consecuencias

### Juicio en Urabi

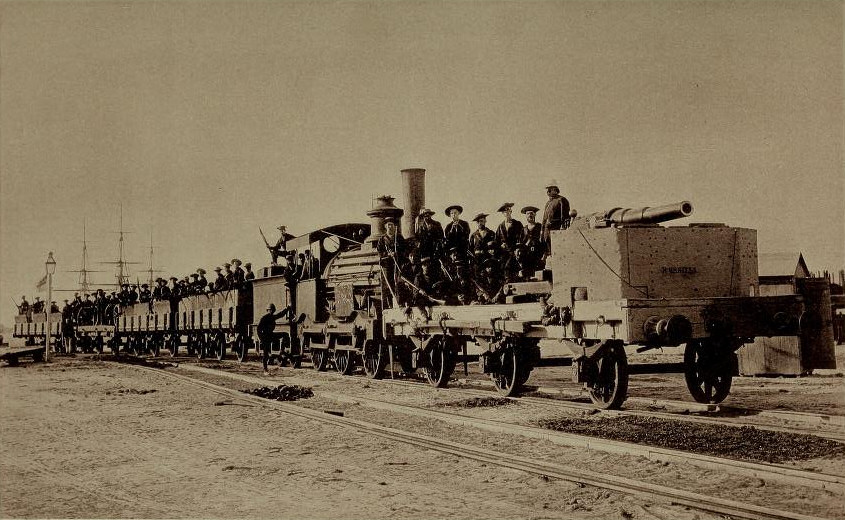
Fotografía de un tren blindado utilizado por los británicos en operaciones alrededor de Alejandría durante la guerra anglo-egipcia de 1882.

En un primer momento, el primer ministro inglés William Gladstone tenía la intención de juzgar a Urabi y hacerle ejecutar, describiéndolo como «un tirano egoísta, que como opresor del pueblo egipcio todavía tuvo tiempo, en su capacidad de Saladino de los últimos tiempos, de masacrar a cristianos.» 
Tras leer sus diarios, que se habían capturado, y otras numerosas evidencias, sin embargo, se hizo muy difícil «demonizar» a Urabi en un juicio público. Así, sus cargos fueron rebajados, permitiendo que Urabi aceptara el de rebelión y fuera enviado al exilio.

### Ocupación británica
Las tropas británicas ocuparon Egipto desde 1882 hasta el Tratado Anglo-Egipcio de 1936, en los que acabaron otorgando paulatinamente el control al gobierno egipcio.
Hopkins opina que los británicos mantuvieron su ocupación de Egipto, después de 1882, para garantizar las inversiones británicas en el país: «Reino Unido tenía intereses muy importantes en defender en Egipto, y estaba preparado para retirarse sólo si se daban condiciones que garantizaran la seguridad de aquellos intereses, condiciones que no se dieron». En relación con este punto de vista, las inversiones en Egipto se incrementaron durante la ocupación británica, los ratios de interés cayeron y los precios de los bonos aumentaron.